# Siêu cúp bóng đá Việt Nam
Siêu cúp bóng đá Việt Nam hay Siêu cúp Bóng đá Quốc gia (tiếng Anh: The Vietnamese National Football Super Cup), hiện tại còn được gọi là Cúp Thaco vì lý do tài trợ, là trận đấu bóng đá giữa đội vô địch Giải bóng đá Vô địch Quốc gia Việt Nam (V.League 1) và đội vô địch Cúp Quốc gia Việt Nam, nếu một đội đoạt cả chức vô địch Quốc gia và Cúp Quốc gia thì đội á quân của V.League 1 sẽ có quyền tham dự trận đấu này. Siêu cúp bóng đá Việt Nam do VPF và báo Tiền Phong đồng tổ chức.
Ý tưởng tổ chức trận tranh siêu cúp giũa đội vô địch quốc gia và đội đoạt cúp quốc gia đã được báo Tiền Phong và Liên đoàn bóng đá Việt Nam (VFF) hình thành từ năm 1997, với trận đấu đầu tiên giữa đội vô địch giải hạng Nhất Quốc gia Cảng Sài Gòn và đội vô địch Cúp Quốc gia Hải Quan. Tuy nhiên, vì nhiều lý do, kế hoạch này đã không được thực hiện. Đến năm 1999, trận đấu siêu cúp đầu tiên đã được tổ chức trên sân vận động Hàng Đẫy giữa hai đội Thể Công (vô địch quốc gia mùa giải 1998) và Công an Thành phố Hồ Chí Minh (vô địch Cúp Quốc gia 1998), với chiến thắng dành cho đội chủ nhà. Năm 2021, trận tranh Siêu cúp Quốc gia không được tổ chức do V.League 2021 và Cúp Quốc gia 2021 không thể kết thúc đúng kế hoạch vì ảnh hưởng của dịch COVID-19.
Tính đến năm 2024, đã có 13 đội bóng vinh dự giành danh hiệu này là: Thể Công, Sông Lam Nghệ An, Hoàng Anh Gia Lai, Hải Phòng, Long An, Becamex Bình Dương, Thanh Hóa, Hà Nội, SHB Đà Nẵng, Ninh Bình, Than Quảng Ninh, Quảng Nam và Nam Định. Qua 25 lần tổ chức trận tranh siêu cúp, Hà Nội là đội bóng giàu thành tích nhất với 5 lần đoạt siêu cúp quốc gia.
Thép Xanh Nam Định là đội đang nắm giữ siêu cúp sau khi đánh bại Đông Á Thanh Hóa với tỷ số 3–0 trong trận tranh Siêu cúp Bóng đá Quốc gia 2024.

## Kết quả các trận tranh siêu cúp
- 2025 - Cúp Thaco

| Thép Xanh Nam Định              | 2-3      | Công An Hà Nội                                          |
| ------------------------------- | -------- | ------------------------------------------------------- |
| - Kyle Hudlin 54'', 90+15'' (p) | Chi tiết | - Alan 38'' - Léo Artur 90+3'' - Nguyễn Đình Bắc 90+8'' |

- 2024 - Cúp Thaco

| Thép Xanh Nam Định                  | 3–0      | Đông Á Thanh Hóa |
| ----------------------------------- | -------- | ---------------- |
| - Rafaelson 51', 70' - Văn Công 65' | Chi tiết |                  |

- 2023 - Cúp Thaco

| Đông Á Thanh Hóa                   | 3–1      | Công an Hà Nội                        |
| ---------------------------------- | -------- | ------------------------------------- |
| - Gustavo 45+4' - Rimario 78', 81' | Chi tiết | - Geovane 90+1' - Giáp Tuấn Dương 85' |

- 2022 - Cúp Thaco

| Hà Nội                          | 2–0      | Hải Phòng |
| ------------------------------- | -------- | --------- |
| - Lucão 26' - Trần Văn Kiên 76' | Chi tiết |           |

- 2020 - Cúp Thaco

| Hà Nội                 | 1–0      | Viettel |
| ---------------------- | -------- | ------- |
| Bùi Hoàng Việt Anh 74' | Chi tiết |         |

- 2019 - Cúp Thaco

| Hà Nội                                    | 2–1      | Thành phố Hồ Chí Minh  |
| ----------------------------------------- | -------- | ---------------------- |
| - Nguyễn Công Thành 30' (l.n.) - Omar 44' | Chi tiết | Nguyễn Công Phượng 19' |

- 2018 - Cúp Thaco

| Hà Nội                  | 2–0      | Becamex Bình Dương |
| ----------------------- | -------- | ------------------ |
| Hoàng Vũ Samson 9', 62' | Chi tiết |                    |

- 2017 - Cúp Thaco

| Quảng Nam        | 1–0      | Sông Lam Nghệ An |
| ---------------- | -------- | ---------------- |
| Thiago Papel 42' | Chi tiết |                  |

- 2016 - Cúp Tiền Phong - Thaco

| Than Quảng Ninh                                                   | 3–3      | Hà Nội                                                                |
| ----------------------------------------------------------------- | -------- | --------------------------------------------------------------------- |
| - Patiyo Tambwe 3', 74' - Vũ Minh Tuấn 58'                        | Chi tiết | - Phạm Thành Lương 28' - Nguyễn Văn Quyết 51' - Gonzalo Marronkle 79' |
| Loạt sút luân lưu                                                 |          |                                                                       |
| - Vũ Minh Tuấn - Mạc Hồng Quân - Nguyễn Hải Huy - Ramon Rodrigues | 4–2      | - Gonzalo Marronkle - Moses Oloya - Đỗ Duy Mạnh - Sầm Ngọc Đức        |

- 2015 - Cúp Tiền Phong - Thaco

| Becamex Bình Dương                         | 2–0      | Hà Nội T&T |
| ------------------------------------------ | -------- | ---------- |
| - Nguyễn Anh Đức 37', 83' - Lê Tấn Tài 88' | Chi tiết |            |

- 2014 - Cúp Tiền Phong - Thaco

| Becamex Bình Dương | 1–0 | Hải Phòng |
| ------------------ | --- | --------- |
| Nguyễn Anh Đức 33' |     |           |

- 2013 - Cúp VPP Hồng Hà

| Xi măng The Vissai Ninh Bình                                                                                   | 2–2      | Hà Nội T&T |
| --- | -------- | --- |
| - Trần Mạnh Dũng 23' - Lê Văn Duyệt 73'                                                                        | Chi tiết | - Bùi Văn Hiếu 31' - Hoàng Vũ Samson 79'                                                                                        |
| Loạt sút luân lưu                                                                                              |          | |
| - Phạm Văn Quyến - Sim Woon-sub - Trần Mạnh Dũng - Hoàng Vissai - Nguyễn Gia Từ - Chu Ngọc Anh - Patiyo Tambwe | 5–4      | - Gonzalo Marronkle - Nguyễn Quốc Long - Hoàng Vũ Samson - Nguyễn Văn Quyết - Bùi Văn Hiếu - Nguyễn Văn Biển - Phạm Thành Lương |

- 2012 - Cúp PV Gas

| SHB Đà Nẵng                                               | 4–0      | Xi măng Xuân Thành Sài Gòn |
| --------------------------------------------------------- | -------- | -------------------------- |
| - Huỳnh Quốc Anh 2', 70' - Đỗ Merlo 67' - Danny David 85' | Chi tiết |                            |

- 2011 - Cúp PV Gas

| Sông Lam Nghệ An                                                       | 1–1      | Navibank Sài Gòn                                                          |
| ---------------------------------------------------------------------- | -------- | ------------------------------------------------------------------------- |
| Nguyễn Hồng Việt 53'                                                   | Chi tiết | Lương Văn Được Em 63'                                                     |
| Loạt sút luân lưu                                                      |          |                                                                           |
| - Nguyễn Quang Tình - Gustave Bebbe - Âu Văn Hoàn - Nguyễn Trọng Hoàng | 3–1      | - Ekpe Aniekan Okon - Lương Văn Được Em - Đoàn Việt Cường - Lê Quang Long |

- 2010 - Cúp 584 Group

| Hà Nội T&T                                                                           | 2–2      | Sông Lam Nghệ An                                                              |
| ------------------------------------------------------------------------------------ | -------- | ----------------------------------------------------------------------------- |
| Cao Sỹ Cường 81' · Cristiano Roland 90+3'                                            | Chi tiết | Edmund Owusu Ansah 53' · Nguyễn Trọng Hoàng 69'                               |
| Loạt sút luân lưu                                                                    |          |                                                                               |
| Gonzalo Marronkle · Matias Recio · Cao Sỹ Cường · Nguyễn Văn Quyết · Nguyễn Ngọc Duy | 4–2      | Nguyễn Hoàng Helio · Trần Đình Đồng · Edmund Owusu Ansah · Nguyễn Trọng Hoàng |

- 2009 - Megastar Cup

| Lam Sơn Thanh Hoá                                  | 1–1      | SHB Đà Nẵng                                                                   |
| -------------------------------------------------- | -------- | ----------------------------------------------------------------------------- |
| Tostao 20'                                         | Chi tiết | Đỗ Merlo 37'                                                                  |
| Loạt sút luân lưu                                  |          |                                                                               |
| Kankam · Lê Phước Tứ · Da Silva · Trịnh Quang Vinh | 4–3      | Đỗ Merlo · Phan Thanh Hưng · Trần Hải Lâm · Nguyễn Helio · Châu Lê Phước Vĩnh |

- 2008 - IZZI Cup

| Becamex Bình Dương                             | 4–0      | Hà Nội ACB |
| ---------------------------------------------- | -------- | ---------- |
| Philani 45+1' · Huỳnh Kesley Alves 53' 79' 88' | Chi tiết |            |

- 2007 - IZZI Cup

| Becamex Bình Dương                     | 3–1 | Đạm Phú Mỹ Nam Định |
| -------------------------------------- | --- | ------------------- |
| Huỳnh Kesley Alves 8' 81' · Marcio 19' |     | Darlington 62'      |

- 2006 - IZZI Cup

| Gạch Đồng Tâm Long An | 2–0 | Hòa Phát Hà Nội |
| --------------------- | --- | --------------- |
| Tshamala 75' 89'      |     |                 |

- 2005 - IZZI Cup

| Mitsustar Hải Phòng             | 2–1 | Gạch Đồng Tâm Long An |
| ------------------------------- | --- | --------------------- |
| Đặng Văn Thành 62' · Julien 84' |     | Nguyễn Văn Hùng 49'   |

- 2004

| Hoàng Anh Gia Lai                             | 3–1 | Hoa Lâm Bình Định |
| --------------------------------------------- | --- | ----------------- |
| Dusit Chalermsan 11' · Nguyễn Văn Đàn 21' 23' |     | Worrawoot 90'     |

- 2003 - VTC Cup

| Hoa Lâm Bình Định       | 1–1 | Hoàng Anh Gia Lai |
| ----------------------- | --- | ----------------- |
| Trần Đoàn Khoa Thanh 3' |     | Minh Hải 62'      |

| Hoàng Anh Gia Lai          | 2–1 | Hoa Lâm Bình Định |
| -------------------------- | --- | ----------------- |
| Kiatisuk Senamuang 60' 70' |     | Carlos 85'        |

- 2002 - Toyota Cup

| Sông Lam Nghệ An                                          | 5–2 | Cảng Sài Gòn           |
| --------------------------------------------------------- | --- | ---------------------- |
| Văn Sỹ Thủy 4' · Julien 7' 10' · Ngô Quang Trường 49' 75' |     | Huỳnh Hồng Sơn 73' 90' |

- 2001 - Honda Cup

| Công an TP.Hồ Chí Minh | 1–1 | Sông Lam Nghệ An      |
| ---------------------- | --- | --------------------- |
| Hoàng Hùng 15'         |     | Thanh Tùng 20' (l.n.) |

| Sông Lam Nghệ An                         | 2–0 | Công an TP.Hồ Chí Minh |
| ---------------------------------------- | --- | ---------------------- |
| Iddi Batambuze 11' · Nguyễn Phi Hùng 32' |     |                        |

- 2000 - Toyota Cup

| Sông Lam Nghệ An                   | 2–0 | Cảng Sài Gòn |
| ---------------------------------- | --- | ------------ |
| Ngô Quang Trường 22' · Đức Lam 70' |     |              |

- 1999 - Toyota Cup

| Thể Công                                                            | 3–0 | Công an TP.Hồ Chí Minh |
| ------------------------------------------------------------------- | --- | ---------------------- |
| Bùi Đoàn Quang Huy 8' · Trương Việt Hoàng 21' · Nguyễn Hồng Sơn 53' |     |                        |

## Xếp hạng các nhà vô địch
| CHÚ THÍCH                                    |
| -------------------------------------------- |
| Câu lạc bộ đang thi đấu tại V.League 1       |
| Câu lạc bộ đang không thi đấu tại V.League 1 |
| Câu lạc bộ đã giải thể                       |

| Xếp hạng | Câu lạc bộ                   | Vô địch | Năm vô địch                  | Á quân | Năm á quân       | Ghi chú                                   |
| -------- | ---------------------------- | ------- | ---------------------------- | ------ | ---------------- | ----------------------------------------- |
| 1        | Hà Nội                       | 5       | 2010; 2018; 2019; 2020; 2022 | 3      | 2013; 2015; 2016 | có tên Hà Nội T&T (2010, 2013, 2015)      |
| 2        | Sông Lam Nghệ An             | 4       | 2000; 2001; 2002; 2011       | 2      | 2010; 2017       |                                           |
| 3        | Becamex Bình Dương           | 4       | 2007; 2008; 2014; 2015       | 1      | 2018             |                                           |
| 4        | Đông Á Thanh Hóa             | 2       | 2009; 2023                   | 1      | 2023–24          | có tên Lam Sơn Thanh Hóa (2009)           |
| 5        | Hoàng Anh Gia Lai            | 2       | 2003; 2004                   |        |                  |                                           |
| 6        | Hải Phòng                    | 1       | 2005                         | 2      | 2014; 2022       | có tên Mitsustar Hải Phòng (2005)         |
| 7        | Thép Xanh Nam Định           | 1       | 2023–24                      | 1      | 2007             | có tên Đạm Phú Mỹ Nam Định (2007)         |
| 7        | Long An                      | 1       | 2006                         | 1      | 2005             | có tên Gạch Đồng Tâm Long An (2005, 2006) |
| 7        | SHB Đà Nẵng                  | 1       | 2012                         | 1      | 2009             |                                           |
| 7        | Thể Công-Viettel             | 1       | 1999                         | 1      | 2020             | có tên Thể Công (1999), Viettel (2020)    |
| 11       | Xi măng The Vissai Ninh Bình | 1       | 2013                         |        |                  |                                           |
| 11       | Than Quảng Ninh              | 1       | 2016                         |        |                  |                                           |
| 11       | Quảng Nam                    | 1       | 2017                         |        |                  |                                           |
| 14       | Thành phố Hồ Chí Minh        |         |                              | 3      | 2000; 2002; 2019 | có tên Cảng Sài Gòn (2000, 2002)          |
| 15       | Công an TP. Hồ Chí Minh      |         |                              | 2      | 1999; 2001       |                                           |
| 15       | Quy Nhơn Bình Định           |         |                              | 2      | 2003; 2004       | có tên Hoa Lâm Bình Định (2003, 2004)     |
| 17       | Công an Hà Nội               |         |                              | 1      | 2023             |                                           |
| 17       | Hà Nội ACB                   |         |                              | 1      | 2008             |                                           |
| 17       | Hòa Phát Hà Nội              |         |                              | 1      | 2006             |                                           |
| 17       | Navibank Sài Gòn             |         |                              | 1      | 2011             |                                           |
| 17       | Sài Gòn Xuân Thành           |         |                              | 1      | 2012             | có tên Xi măng Xuân Thành Sài Gòn (2012)  |